# Giorgio A. Tsoukalos
Giorgio A. Tsoukalos (['su.ka.els]; Grec: Γεώργιος Α. Τσούκαλος, Lucerna, Suïssa, 14 de març de 1978) és un escriptor, ufóleg, presentador de televisió i productor suís d'origen grec, especialitzat en la pseudocientífica teoria dels antics astronautes.

## Biografia

### Formació
Giorgio va estudiar a l'Institut Montana de Suïssa des de 1985 a 1994 i després a l'Ithaca College, d'Ithaca (Nova York), en el període de 1994 a 1998 i després de 1998 fins a 2001 on es va graduar l'any 1998 amb un grau en informació esportiva i comunicació.

### Fisicoculturisme
Abans de la seva trajectòria relacionada amb el terreny ufològic, Tsoukalos ha estat un important activista i promotor de l'esport i el fisicoculturisme.
Es va iniciar en la Federació Amateur de Suïssa el 1991 i poc temps després, va oficiar com a organitzador i traductor oficial de la Federació Internacional de Fisicoculturisme durant deu anys, des de 1994 a 2004. Ha estat propietari i promotor de Pro Bodybuilding Productions durant sis anys des de 1999 fins a 2005.

### Pseudociència
Tsoukalos és l'editor de la revista Legendary Times, una publicació que pretén buscar proves per donar suport a la hipòtesi dels antics astronautes i altres temes pseudocientífics relacionats.
Ha estat el director del Centre per a la Recerca dels antics Astronautes (creat per Erich von Däniken) durant més de catorze anys, i ha aparegut a Travel Channel, The History Channel, canal Syfy i al National Geographic, així com a Coast to Coast AM. És consultor de producció de la sèrie televisiva del Canal d'Història (The History Channel); Alienígenes Ancestrals.
Durant 2014 i part de 2015 va participar al programa de History Channel Cerca alienígena.

## Fenomen d'internet
Tsoukalos ha adquirit certa notorietat a la xarxa en esdevenir un "mem" o fenomen d'internet, especialment per una de les seves fotografies en la qual apareix parlant de forma excèntrica durant un episodi de la primera temporada d'Alienígenes ancestrals i, defensant la teoria dels antics astronautes, sumat també al seu estrany pentinat. Aquest "mem" ha estat molt utilitzat a les xarxes per brindar humor sobre situacions ordinàries i sobtades on, s'ha considerat, tindrien a veure amb els alienígenes.

## Filmografia
- The Mo'Nique Show (Sèrie de TV) (2011)

Episodi del 21 de juliol... Ell mateix.
- Alienígenes ancestrals (Sèrie de TV) (2009-actualitat)
  - Episodi Alien Contacts (2010)... Ell mateix, i com a editor de la revista Legendary Times.
  - Episodi Closer Encounters (2010)... Ell mateix.
  - Episodi pilot: Ancient Aliens: Carros, Dioses & Beyond (2009)... Ell mateix.
- Is It Real? (Sèrie de TV) (2006)

Episodi Ancient Astronauts... Ell mateix, i Director de Recerca de Legendarytimes.com.
- Is There a Stargate? (Curtmetratge documental) (2003). Ell mateix.